# آندره شوارتس-بارت
آندره شوارتس-بارت (به فرانسوی: André Schwarz-Bart) نویسنده قرن بیستم میلادی اهل فرانسه بود.